# Нарушко, Сергей Игоревич
Сергей Игоревич Нарушко (род. Екатеринбург) — российский хоккеист, защитник, тренер.

## Биография
Воспитанник свердловской школы «Спартаковец», тренеры Дмитрий Кудрявцев, Валерий Зобнин. Играл за команды «Металлург» Серов (1991/92, 1992/93, 1995/96, 1999/2000 — 2000/01), «Автомобилист» «Спартак» / «Динамо-Энергия» Екатеринбург, «Автомобилист-2» / СКА-«Автомобилист» / «Динамо-Энергия-2» (1992/93 — 1994/95, 1997/98), ЦСК ВВС Самара (1995/96), СКА-«Амур» и «Кедр» (1998/99), «Спутник» Нижний Тагил (2001/02), «Мостовик» Курган (2002/03), «Южный Урал» Орск (2003/04 — 2004/05, 2005/06), «Брест» (Беларусь, 2004/05), «Автомобилист-2» (2006/07).
Тренер в школах «Автомобилист» (2009—2010, с 2013), «Спартаковец» (2012—2013).